# Alessandra Nibbi
Alessandra Nibbi (ur. 30 czerwca 1923, zm. 15 stycznia 2007) – australijska archeolog włoskiego pochodzenia, egiptolog.
Studiowała na University of Melbourne i University of Sydney, później w Perugii i Florencji, gdzie obroniła doktorat. W 1972 opublikowała książkę The Sea–Peoples: A Re-examination of the Egyptian Sources, która wywołała ożywioną dyskusję w środowisku naukowym na temat Ludów Morza. Założycielka i redaktorka czasopisma "Discussions in Egyptology".

## Publikacje
- Nibbi, Alessandra (1969). The Tyrrhenians. Cowley: Church Army Press.
- Nibbi, Alessandra (1972). The Sea–Peoples: a Re-examination of the Egyptian Sources. Oxford.
- Nibbi, Alessandra (1975). The Sea Peoples and Egypt. Oxford: Noyes Publications. ISBN 978-0815550419.
- Nibbi, Alessandra (1985). Wenamun and Alashiya reconsidered. Oxford: DE publications. ISBN 978-0951070413.
- Nibbi, Alessandra (1985). Ancient Byblos reconsidered. Oxford: DE publications.